# Filtr (akvaristika)

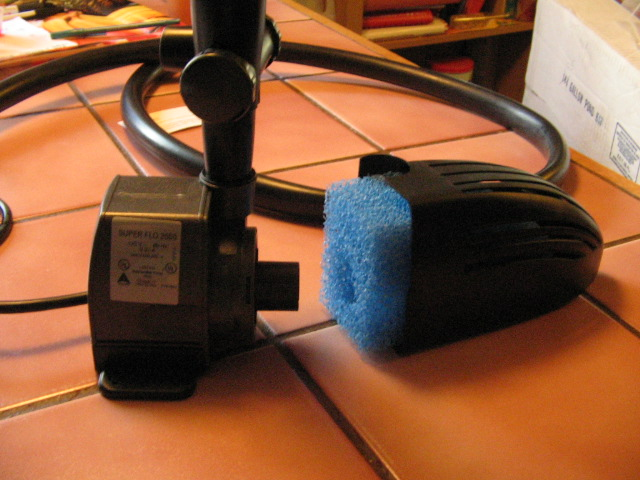
Vnitřní molitanový filtr

Akvarijní filtr je důležitá součást vybavení akvárií pomáhající udržet potřebnou kvalitu vody. Bez filtrace se obejdou rostlinná akvária s minimálním množstvím živočichů. Filtraci lze také nahradit zvýšenou frekvencí výměny vody (např. tzv. průtoková akvária).

## Druhy akvarijních filtrů

Schéma činnosti vnitřního filtru

Schéma činnosti vnějšího filtru

Filtry lze rozdělovat podle typu filtračních procesů, podle umístění nebo podle typu pohonu.

### Podle filtračních procesů
Mechanické filtry fungují na principu zachytávání mechanických nečistot (např. výkaly, zbytky rostlin apod.) filtračním médiem (např. vatou, molitanem apod.). Jejich primárním úkolem je zbavovat vodu volně plovoucích částic, nikoliv ovlivňovat její chemické složení. Mechanický filtr však často současně funguje jako filtr biologický.
Biologické filtry jsou složeny z bakterií usídlených ve vhodném substrátu. Nezřídka je jím právě filtrační médium mechanického filtru. Bakterie odbourávají škodliviny rozpuštěné ve vodě buď převodem na méně škodlivé látky, nebo na látky využitelné akvarijními rostlinami. Dle přítomnosti kyslíku ve vodě tekoucí biologickým filtrem rozlišujeme dále aerobní a anaerobní typy biologických filtrů.
Aerobní filtry jsou rychle tekoucí filtry. Potřebují dostatek kyslíku rozpuštěného ve vodě pro činnost bakterií. Ty přeměňují škodliviny na většinou nevyužitelné látky (např. nitráty a oxidy železa). Aerobní filtry tak svou činností zvyšují obsah nitrátů ve vodě a naopak z vody odčerpávají rostlinami použitelné železo.
Anaerobní filtry jsou pomalu tekoucí filtry pracující optimálně při nízké hladině kyslíku. Toho je dosaženo vytvořením bezkyslíkových zón ve vlastním těle filtru. V takovém filtru jsou škodliviny redukovány na sloučeniny buď inertní (např. dusík) nebo optimálně využitelné rostlinami (např. železnaté ionty). Tento typ je tedy vhodnější než aerobní, avšak potřebuje zhruba desetkrát větší objem filtrační hmoty.
Chemické filtry upravují chemické vlastnosti vody nebiologickým způsobem. Patří sem náplně s iontoměniči, rašelinou, aktivním uhlím apod.

### Podle umístění
Vnitřní filtry se umisťují přímo do prostoru akvária. Potřebného proudění vody je dosaženo buď proudem bublin ze vzduchovače nebo elektromotorkem. Bublinové filtry tvoří obvykle obyčejná molitanová kostka, přes niž proudí voda a která plní jak funkci mechanického filtru, tak životního prostoru pro užitečné bakterie. Elektrické filtry mohou být založeny na stejném principu, nebo mohou být vevnitř opatřeny více druhy materiálů pro efektivnější filtraci. Speciálním druhem vnitřního filtru je tzv. půdní filtr, který se však nedoporučuje používat v rostlinných akváriích, neboť neustálé omývání kořenů rostlinám nesvědčí.
Vnější filtry jsou umístěny mimo akvárium. Voda je do filtru přiváděna odčerpáváním z akvária, dále protéká několika komorami s filtračními materiály (např. vatou, molitanem, aktivním uhlím apod.) a vyčištěná se vrací zpět do akvária. Vnější filtry se používají zejména pro velkokapacitní nádrže.